# Elaine de Jesus - 15 anos Ao Vivo
Elaine de Jesus - 15 anos Ao Vivo é o primeiro álbum de vídeo da cantora cristã brasileira Elaine de Jesus, gravado no dia 27 de outubro de 2009 no Teatro Coliseu na cidade de Santos, no estado de São Paulo.
O álbum relembra músicas de sucessos que marcaram ao longo de sua carreira, como "É Demais", "Abra o Coração" e "Terremoto Santo"
A gravação contou com a participação dos familiares da cantora, como o seu esposo, Pr. Alexandre Silva, seus pais Pr. Ouriel de Jesus e Jussara de Jesus, suas irmãs Suelen e Ederleize de Jesus, além de amigos como Lauriete, Rayssa, Elizeu Gomes, Linéia, Moisés Cleyton, entre outros. 
Durante a gravação, a cantora recebeu pelas mãos de seus pais um Disco de Diamante por mais de 500 mil cópias vendidas de seu quarto álbum de estúdio Pérola, lançado em 2004.
O DVD foi considerado um dos melhores trabalhos do produtor Emerson Pinheiro.

## Faixas
1. "É Demais" - 5:35
2. "Abra o Coração" - 3:54
3. "Na Unção de Deus/Cristão/Até o Fim" - 5:47
4. "Quem Chora Pra Deus" - 5:06
5. "Deus Vai Agir/Explodir de Poder" - 5:48
6. "Terremoto Santo" - 4:26
7. "Terremoto de Glória" - 6:42
8. "Pérola" - 5:01
9. "Dono do Milagre" - 5:44
10. "Cidade de Deus" - 5:11
11. "Promessas" - 5:03
12. "Braço de Ferro" - 5:03
13. "Metade de Mim" - 4:23
14. "Em Tua Presença" - 4:18

- Bônus Track: "Tesouro do Coração - Vanilda Boldieri" e "Anjos de Deus - Elizeu Gomes"

DVD